# III Флавиев легион на Спасението
III Флавиев легион на Спасението (Legio III Flavia Salutis; Tertia Flavia Salutis, името е с явно религиозен подтекст) e легион на късната Римска империя от т. нар. комитатензи (Comitatenses, редовна полева армия).
За този легион се знае малко – вероятно е сформиран едновременно с Legio I Flavia Pacis и Legio II Flavia Virtutis от Констанций I Хлор (293–305) след победата му против узурпаторите Караузий и Алект като лимитанеи под главното командване на dux tractus Armorikani et Nervicani да пази галския Атлантически бряг от пирати.
През 373 г. e изместен в Северна Африка.
През ранния 5 век Notitia dignitatum споменава легиона като comitatenses под командването на magister peditum и Comes Africae.